# Louis Billotey
Pour les articles homonymes, voir Billotey.
 (septembre 2012).
Si vous disposez d'ouvrages ou d'articles de référence ou si vous connaissez des sites web de qualité traitant du thème abordé ici, merci de compléter l'article en donnant les références utiles à sa vérifiabilité et en les liant à la section « Notes et références ».
Louis-Léon-Eugène Billotey est un artiste peintre français né à Paris le 30 novembre 1883 et mort dans la même ville le 14 juin 1940. Il fut le frère de Pierre Billotey, écrivain. Billotey laisse une œuvre figurative, puissante et classique, d'un cubisme décoratif, déclinant de nombreuses qualités : excellence du dessin, composition subtile, allongement maniériste et traitement élégant des drapés.

## Biographie
Fils et petit-fils de peintre, il entre à l’École des Beaux-Arts en 1901, présenté par Jules Lefebvre et Robert Fleury. Il suit aussi les cours de Jules Lefebvre à l'Académie Julian. Après avoir tenté le grand prix de Rome en 1906, il est lauréat en 1907 (ex-aequo avec Emile Aubry) avec un Virgile contemplant une scène rustique, ce qui lui permet d'exécuter un séjour de plusieurs années à la Villa Médicis (entre 1908 et 1912), avant d'entreprendre un séjour à Athènes. 
On lui doit plusieurs compositions remarquées au début de sa carrière : Les Cavaliers (1910, localisation actuelle inconnue), envoi réglementaire de la Villa Médicis, est bien accueilli au Salon des artistes français de 1913. En 1912, il peint comme nouvel envoi de Rome un Départ des cavaliers, qui sera retenu en 1933 par la manufacture des Gobelins pour être traduit en tapisserie, chose faite entre 1935 et 1936. Il présente sa Dame au cerf au Salon de 1913, puis une Vénus marine et un Paradis terrestre au Salon de 1922. Chacun de ses tableaux donne lieu à un grand nombre d'études dessinées et peintes, pour l'essentiel conservées en main privées, mais qui ont été prêtées à l'occasion de l'exposition rétrospective de l'artiste en 2002.
Attiré par l'enseignement, il est nommé professeur de dessin à l'Académie des Beaux-Arts de Valenciennes où il donne des cours d'esquisse historique et d'histoire de l'art. Pendant la Première Guerre mondiale, l'artiste s'engage dans l'infanterie : il participe à la bataille de Dinan et est fait prisonnier à Charleroi. Après sa libération, il quitte Valenciennes en 1919 pour enseigner à Paris, à l'école Elisa-Lemonnier. 
Toujours proche du Nord de la France, il participe, comme d'autres artistes de sa génération, à la reconstruction et à la décoration d'églises détruites pendant la guerre : il livre plusieurs cartons de vitraux pour des églises de l'Aisne, comme celle de Ciry-Salsogne (en 1926, pour laquelle il donne deux cartons de vitraux représentant Saint Martin et Saint Jean-Baptiste, et un Chemin de croix peint, de quatorze stations), Tergnier (en 1927, il donne un carton pour un grand vitrail de la Crucifixion, détruit en 1945), Sancy-les-Cheminots (en 1930, il réalise un grand vitrail dédié à la Vierge), Fontenoy (il exécute une grande fresque pour le chœur représentant Le bon pasteur entouré d'anges tenant les instruments de la Passion), et l'église Saint-Nicolas de Villers-Cotterêts (en 1934, pour laquelle il donne quatre vitraux). 
Il peint un grand Sacrifice d'Iphigénie, acquis par l'État en 1935 pour le musée national d'Art moderne et présenté l'année suivante au Salon des Artistes français. Il exécute son chef-d'œuvre, La Tragédie, peinte à même le ciment en 1937 et 1938 pour le palais de Chaillot, inspirée de « La guerre de Troie n'aura pas lieu » de Jean Giraudoux et élaborée dans le cadre de l'Exposition internationale de 1937, pour laquelle il reçoit une médaille. 
Billotey se suicide à Paris, dans son atelier de la rue Raynouard, le 14 juin 1940, au lendemain de l'entrée des troupes allemandes dans la capitale, ne pouvant supporter la défaite après avoir lui-même très mal vécu la Première Guerre mondiale. Son fonds d'atelier est conservé par sa veuve Marie-Rose Billotey, jusqu'en 1957, puis remisé dans un garde-meuble avant d'être redécouvert et inventorié par ses héritiers. Le fonds a servi de base à une exposition rétrospective de l'artiste tenue dans plusieurs musées de France en 2002-2003. 

## Liste des peintures

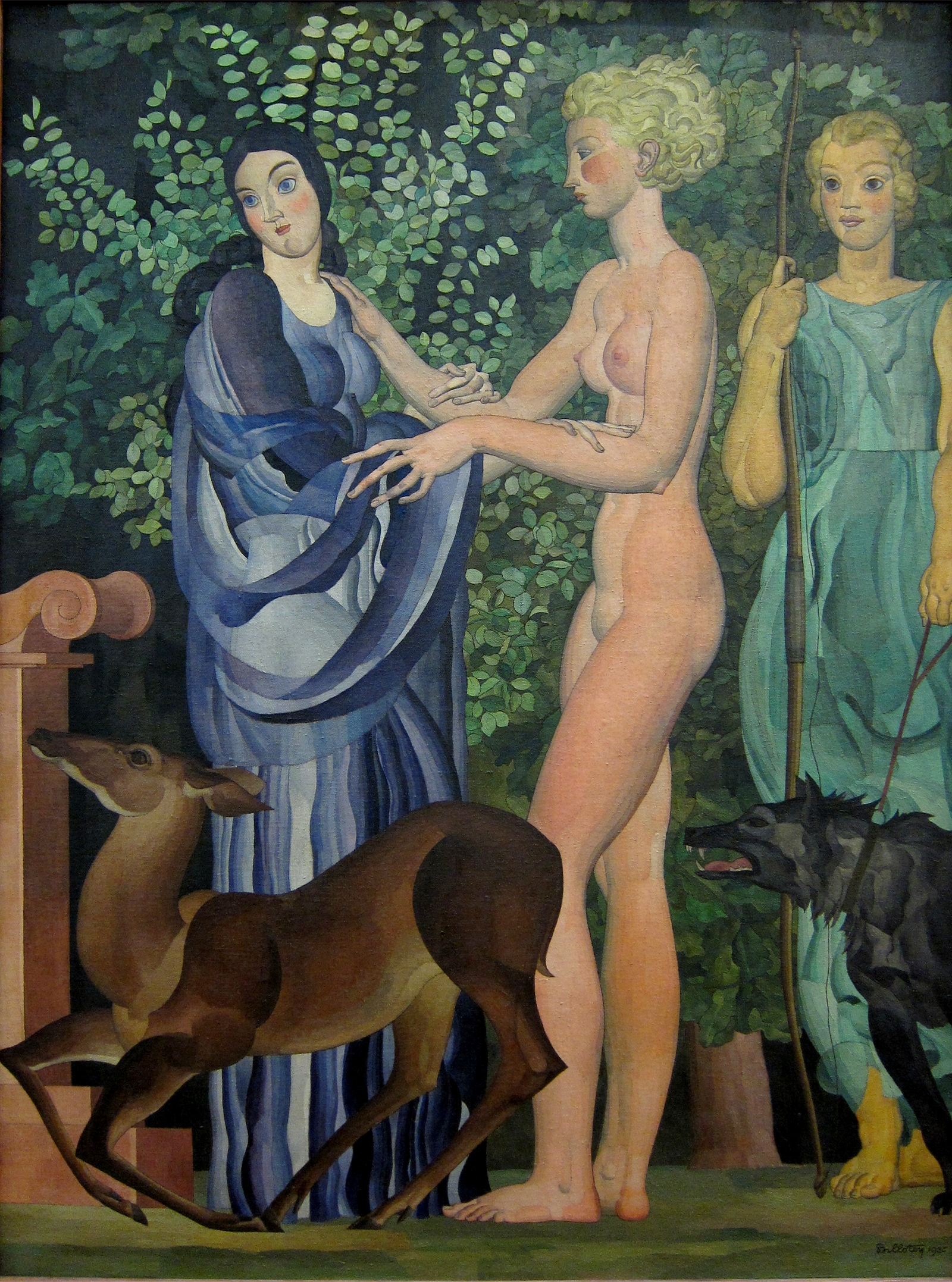
Iphigénie, 1935, Roubaix, La Piscine.

- Portrait de la grand-mère de l'artiste, 1902, collection particulière
- La Famille, 1906, localisation actuelle inconnue
- Figure peinte, 1907, Paris, Ecole nationale supérieure des Beaux-Arts
- Virgile (esquisse), 1907, collection particulière
- Virgile contemple une scène rustique, 1907, Paris, École nationale supérieure des Beaux-Arts
- Le Parc de la Villa Médicis à Rome, Beauvais, Musée départemental de l'Oise
- Les Cavaliers ou Les Héros, 1910, localisation actuelle inconnue (Salon de 1913)
- Hélène, 1910, localisation actuelle inconnue
- Mort de sainte Catherine d'Alexandrie (d'après Masaccio), 1911, Paris, École nationale supérieure des Beaux-Arts (envoi de Rome)
- Départ pour la chasse ou Adonis, 1912
- La dame au cerf, 1913, collection particulière
- Portrait de Marie-Rose Guérin devant le moulinet, 1914, Boulogne-Billancourt, musée des Années 30
- La Crucifixion avec deux anges, Beauvais, Musée départemental de l'Oise
- La Source, vers 1920, Roubaix, La Piscine, musée d'Art et d'Industrie André-Diligent
- Le Paradis terrestre, 1922, collection particulière
- Pommes vertes, raisins, 1923, collection particulière
- Jésus console les filles de Jérusalem, 1926, Beauvais, Musée départemental de l'Oise
- Départ pour la chasse, 1929, (nouvelle esquisse), Paris, Centre national d'art et de culture Georges-Pompidou
- Saint Sébastien, 1929, Boulogne-Billancourt, musée des Années 30
- Le sacrifice d'Iphigénie, 1935, Paris, Musée national d'art moderne, en dépôt à Roubaix, La Piscine, musée d'Art et d'Industrie André-Diligent (étude à Pau, musée des Beaux-Arts)
- La Tragédie (étude d'ensemble), 1937, Beauvais, Musée départemental de l'Oise
- La Tragédie, 1937-1938, Paris, Palais de Chaillot